# Cimetière militaire Rifle House
 (janvier 2023).
La mise en forme du texte ne suit pas les recommandations de Wikipédia : il faut le « wikifier ».
Les points d'amélioration suivants sont les cas les plus fréquents. Le détail des points à revoir est peut-être précisé sur la page de discussion.
- Les titres sont pré-formatés par le logiciel. Ils ne sont ni en capitales, ni en gras.
- Le texte ne doit pas être écrit en capitales (les noms de famille non plus), ni en gras, ni en italique, ni en « petit »…
- Le gras n'est utilisé que pour surligner le titre de l'article dans l'introduction, une seule fois.
- L'italique est rarement utilisé : mots en langue étrangère, titres d'œuvres, noms de bateaux, etc.
- Les citations ne sont pas en italique mais en corps de texte normal. Elles sont entourées par des guillemets français : « et ».
- Les listes à puces sont à éviter, des paragraphes rédigés étant largement préférés. Les tableaux sont à réserver à la présentation de données structurées (résultats, etc.).
- Les appels de note de bas de page (petits chiffres en exposant, introduits par l'outil «  Source ») sont à placer entre la fin de phrase et le point final[comme ça].
- Les liens internes (vers d'autres articles de Wikipédia) sont à choisir avec parcimonie. Créez des liens vers des articles approfondissant le sujet. Les termes génériques sans rapport avec le sujet sont à éviter, ainsi que les répétitions de liens vers un même terme.
- Les liens externes sont à placer uniquement dans une section « Liens externes », à la fin de l'article. Ces liens sont à choisir avec parcimonie suivant les règles définies. Si un lien sert de source à l'article, son insertion dans le texte est à faire par les notes de bas de page.
- La présentation des références doit suivre les conventions bibliographiques. Il est recommandé d'utiliser les modèles {{Ouvrage}}, {{Chapitre}}, {{Article}}, {{Lien web}} et/ou {{Bibliographie}}. Le mode d'édition visuel peut mettre en forme automatiquement les références.
- Insérer une infobox (cadre d'informations à droite) n'est pas obligatoire pour parachever la mise en page.

Pour une aide détaillée, merci de consulter Aide:Wikification.
Si vous pensez que ces points ont été résolus, vous pouvez retirer ce bandeau et améliorer la mise en forme d'un autre article.
Pour un article plus général, voir Sites funéraires et mémoriels de la Première Guerre mondiale (Front Ouest).
Le cimetière militaire Rifle House ou Rifle House Cemetery est un cimetière militaire britannique de soldats de la Première Guerre mondiale, situé dans la commune belge de Comines-Warneton. Le cimetière est situé au milieu du bois de Ploegsteert, à environ 1,7 km au nord - est du centre du village de Ploegsteert. Elle a été conçue par William Cowlishaw et est entretenue par la Commonwealth War Graves Commission. Ce cimetière n'est accessible qu'à pied par un chemin forestion d'environ 1km. En chemin, on passe devant quatre autres cimetières militaires, à savoir : le cimetière militaire de Prowse Point, le cimetière militaire Mud Corner, le cimetière militaire de Toronto Avenue et le cimetière militaire du bois de Ploegsteert.
Il y a 230 victimes enterrées, dont 1 non identifiée.

## Histoire
Le nom de ce cimetière vient d'une fortification dont on ne retrouve plus de vestiges aujourd'hui. La 1st Rifle Brigade a commencé à y enterrer ses premiers morts en novembre 1914 et cela s'est poursuivi jusqu'en juin 1916. Le cimetière était un cimetière de première ligne, ce qui signifie que les tombes sont dans une position désordonnée. Lors de l'offensive allemande du printemps, le cimetière est aux mains de l'ennemi du 10 avril 1918 au 29 septembre de la même année.
Il y a 228 Britanniques et 1 Canadien enterrés. Il y a aussi 1 tombe non identifiée.

## Tombes

### Militaire distingué
- Frank Coram Spain, caporal dans la Rifle Brigade a reçu la Distinguished Conduct Medal (DCM).

### Personnel militaire mineur
- Le carabinier Robert Barnett du 1er Bn. La Rifle Brigade a été tuée en attaquant la fortification Bird Cage le 15 décembre 1914. Il avait 15 ans, faisant de lui la plus jeune victime de ce cimetière.
- John Machin, soldat du Norfolk Regiment avait 17 ans lorsqu'il fut tué au combat le 19 septembre 1915.

### Alias
- le soldat J. Wallace a servi avec les Royal Scots sous le pseudonyme de J. Ross.